# Miss Mundo 1990

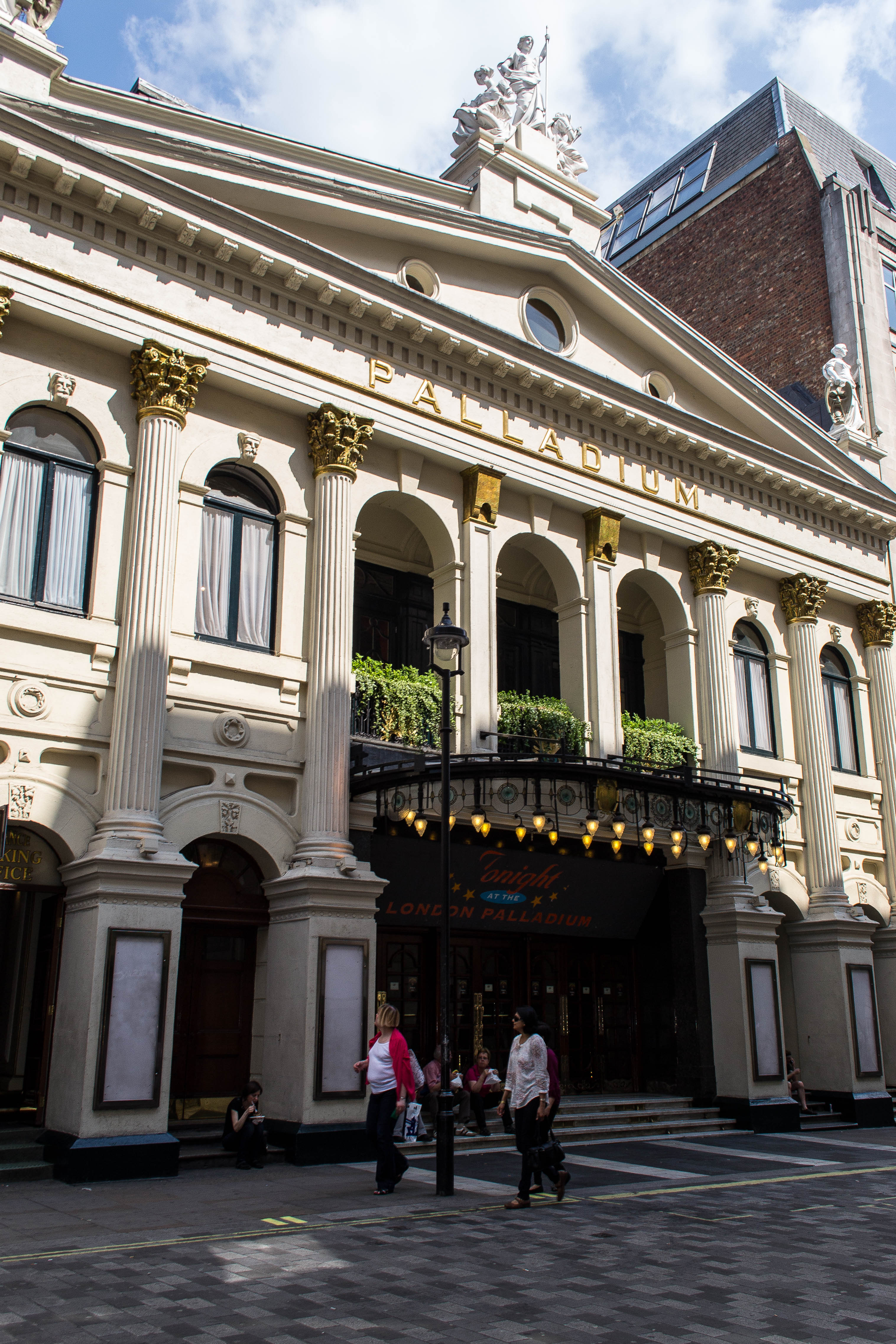
Teatro London Palladium, onde ocorreu o evento.

O Miss Mundo 1990,  a 40ª edição do concurso, aconteceu em 8 de novembro de 1990 no London Palladium, em Londres, no Reino Unido. 
Um total de 81 concorrentes participaram da competição, vencida por Gina Marie Tolleson, dos Estados Unidos.